# Shirley (Indiana)
Shirley – miasto w Stanach Zjednoczonych, w stanie Indiana, w hrabstwie Hancock.